# Óscar Ferro
Óscar Julio Ferro Gándara (né le 2 mars 1967 à Montevideo en Uruguay) est un joueur de football international uruguayen, qui évoluait au poste de gardien de but.

## Biographie

### Carrière en club
Avec le club de Peñarol, il remporte cinq championnats d'Uruguay et gagne une Copa Libertadores.

### Carrière en sélection
Avec l'équipe d'Uruguay, il joue 9 matchs (pour aucun but inscrit) entre 1988 et 1995. 
Il figure dans le groupe des sélectionnés lors des Copa América de 1993 et de 1995. La sélection uruguayenne remporte la compétition en 1995 en battant le Brésil.

## Palmarès
| Peñarol - Championnat d'Uruguay (5) : - Champion : 1985, 1986, 1993, 1994 et 2003. - Copa Libertadores (1) : - Vainqueur : 1987. |  | Uruguay - Copa América (1) : - Vainqueur : 1995. |